# Comuna Oituz, Bacău
Oituz (în trecut, Grozești; în maghiară Gorzafalva) este o comună în județul Bacău, Moldova, România, formată din satele Călcâi, Ferestrău-Oituz, Hârja, Marginea, Oituz (reședința) și Poiana Sărată.

## Așezare
Comuna Oituz se află în sud-vestul județului, la limita cu județul Covasna, în zona cursului superior al râului Oituz. Printre principalii afluenți ai Oituzului în comună se numără pârâul Caraslău, Ghergheanoș, Brezoaia, Leșunț și Hățman. Este străbătută de șoseaua națională DN11, care leagă Oneștiul de Târgu Secuiesc. La Oituz, din acest drum se ramifică șoseaua județeană DJ116, care duce spre nord la Pârgărești, Târgu Ocna (unde se intersectează cu DN12A) și Bârsănești (unde se termină tot în DN11).

## Demografie
Componența etnică a comunei Oituz
     Români (93,41%)
     Alte etnii (1%)
     Necunoscută (5,59%)
Componența confesională a comunei Oituz
     Ortodocși (52,51%)
     Romano-catolici (40,55%)
     Alte religii (1,18%)
     Necunoscută (5,76%)
Conform recensământului efectuat în 2021, populația comunei Oituz se ridică la 8.701 locuitori, în creștere față de recensământul anterior din 2011, când fuseseră înregistrați 8.152 de locuitori. Majoritatea locuitorilor sunt români (93,41%), iar pentru 5,59% nu se cunoaște apartenența etnică. Din punct de vedere confesional, majoritatea locuitorilor sunt ortodocși (52,51%), cu o minoritate de romano-catolici (40,55%), iar pentru 5,76% nu se cunoaște apartenența confesională.

## Politică și administrație
Comuna Oituz este administrată de un primar și un consiliu local compus din 15 consilieri. Primarul, Claudiu Petrișor[*], de la Partidul Național Liberal, este în funcție din octombrie 2020. Începând cu alegerile locale din 2024, consiliul local are următoarea componență pe partide politice:
|  | Partid                          | Consilieri | Componența Consiliului | Componența Consiliului | Componența Consiliului | Componența Consiliului | Componența Consiliului | Componența Consiliului | Componența Consiliului | Componența Consiliului |
|  | ------------------------------- | ---------- | ---------------------- | ---------------------- | ---------------------- | ---------------------- | ---------------------- | ---------------------- | ---------------------- | ---------------------- |
|  | Partidul Național Liberal       | 8          |                        |                        |                        |                        |                        |                        |                        |                        |
|  | Partidul Social Democrat        | 5          |                        |                        |                        |                        |                        |                        |                        |                        |
|  | Alianța pentru Unirea Românilor | 2          |                        |                        |                        |                        |                        |                        |                        |                        |

## Istorie
La sfârșitul secolului al XIX-lea, comuna purta numele de Grozești, făcea parte din plasa Trotuș a județului Bacău și era formată din satele Grozești, Ferăstrău, Marginea și Călcâiu, având în total 3288 de locuitori ce trăiau în 867 de case. În comună existau o școală deschisă la Grozești în 1865, o biserică ortodoxă și una catolică (ambele la Grozești) și încă o biserică catolică. La acea vreme, pe teritoriul actual al comunei mai funcționa în aceeași plasă și comuna Hârja, formată din satele Hârja și Punctul Oituz, cu 853 de locuitori. Aici existau o școală mixtă cu 43 de elevi (dintre care 13 fete) și o biserică ridicată în 1749 de aga Ion Cantacuzino și soția sa Maria Racoviță. În ambele comune, principalul proprietar de terenuri era O.I. Negroponte. Satul Poiana Sărată se afla pe atunci în comitatul Trei Scaune al Austro-Ungariei.
Anuarul Socec din 1925 consemnează cele două comune în aceeași plasă și respectiv în aceeași alcătuire; Hârja avea aceeași alcătuire și o populație de 828 de locuitori, iar comuna Grozești avea 3537 de locuitori. Între timp, după ce Transilvania trecuse la România în urma tratatului de la Trianon din 1920, Poiana Sărată a devenit și ea comună, în plasa Târgu Secuiesc din județul Trei Scaune; comuna avea 1157 de locuitori. În 1931, comunele Hârja și Grozești au fost unificate într-una singură, cu denumirea de Oituz și cu reședința în satul Grozești, dar ulterior ele au fost din nou separate.
În 1950, comunele Poiana Sărată, Hârja și Grozești au fost toate transferate raionului Târgu Ocna din regiunea Bacău, și ulterior comuna Poiana Sărată a fost desființată în 1966, satul ei trecând la comuna Hârja. În 1968, comunele Hârja și Grozești au fost transferate județului Bacău, reînființat, și au fost din nou comasate sub numele de Oituz, nume luat și de satul de reședință (Grozești). Alte două sate apărute între timp, Hatmani și Pistioaia, au fost atunci desființate și comasate cu satele Oituz, respectiv Hârja.

## Monumente istorice
În comuna Oituz se află Monumentul eroilor cavaleriști din Primul Război Mondial, monument memorial sau funerar de interes național, opera lui Vasile Ionescu-Varo, ridicat în 1924 pe dealul Coșna de lângă satul Oituz.
În satul Poiana Sărată se află Cimitirul Eroilor, monument memorial sau funerar de interes național, ridicat în 1928.

## Personalități
- Emanoil Riegler (1854-1929), medic, farmacolog, profesor universitar la Facultatea de Medicină din Iași și membru corespondent al Academiei Române, fratele geamăn al lui Mauriciu Riegler,
- Eugen Cristescu (1895-1950), șeful Serviciului Special de Informații al României în perioada 12 noiembrie 1940 - 1 martie 1945,
- Mauriciu Riegler (1854-1925), medic și om politic român, primar al orașului Roman în perioada 1905 - 1907,
- Aurora Gruescu (1914-2005), prima femeie inginer silvicultor din lume și prima româncă intrată în Guinness Book,
- Olga Tudorache (1929-2017), actriță română și profesor universitar la București.